# Avenue du Stalingrad (Brusel)
Avenue du Stalingrad (nizozemsky Stalingradlaan) je ulice v jihozápadní části historické části belgické metropole Bruselu. Spojuje centrum města (od náměstí Place Rouppe s nádražím Gare du Midi). Vede paralelně s třídou Anspach. Pojmenována je podle bitvy o Stalingrad. Do druhé světové války nesla název Jižní třída (francouzsky Avenue du Midi).
Široká třída má široké chodníky, pruh pro cyklisty a pouze dva pruhy pro automobilovou dopravu. V její ose vedou čtyři linie stromů.
V roce 2012 byl představen plán na přestavbu třídy a vybudování pěší zóny.
Na třídě Avenue du Stalingrad se nachází Palais du Midi.